# Anapoma riparia
Anapoma riparia är en fjärilsart som beskrevs av Jean Baptiste Boisduval 1829. Anapoma riparia ingår i släktet Anapoma och familjen nattflyn. Inga underarter finns listade i Catalogue of Life.